# Astaroth
Astaroth en demonología, es el Gran Duque del Infierno en la primera jerarquía con Belcebú y Lucifer; él es parte de la trinidad maligna. Es una figura masculina que probablemente lleva el nombre de la diosa Astarté del Próximo Oriente.

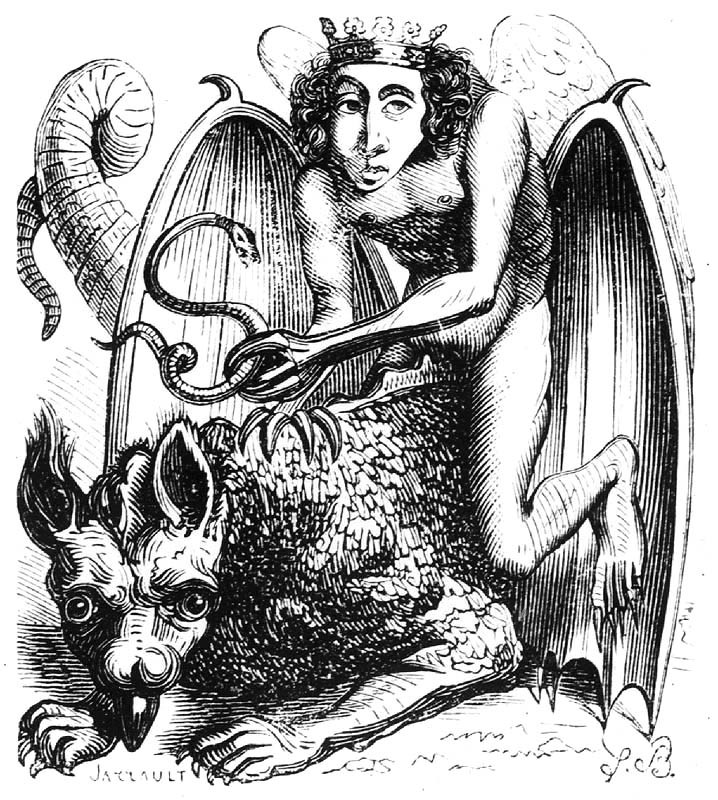
Astaroth. Ilustración del Diccionario Infernal (1818).

Astaroth es un príncipe coronado del infierno, un ángel que se corrompió cuando visitó el mundo del hombre, y su caída causó mucha controversia pues una vez fue un serafín y Príncipe de la Orden de los Tronos.

## Antecedentes
El nombre Astaroth se derivó en última instancia del de la diosa fenicia Astarté del segundo milenio antes de Cristo, un equivalente de la Ishtar babilónica y la anterior Inanna sumeria. Se la menciona en la Biblia hebrea en las formas Ashtoreth (singular) y Ashtaroth (plural, en referencia a múltiples estatuas de ella). Esta última forma fue transliterada directamente en las primeras versiones griegas y latinas de la Biblia, donde era menos evidente que había sido un plural femenino en hebreo.

## Descripción
Según el Pseudomonarchia Daemonum (sigilo número 29 ) (1577), aparece en la forma de un ángel infecto, sentado en un dragón infernal y llevando una víbora en su mano izquierda. Se indica que el invocador debe acercarse con un anillo mágico para soportar su aliento pestilente. En la edición ilustrada del Diccionario Infernal (1818), aparece como un hombre desnudo con alas con plumas, coronado, sosteniendo una serpiente en una mano y montando una criatura con alas de dragón y cola de serpiente.
Según los demonólogos del siglo XVI, sus ataques contra los hombres son más poderosos en agosto. Su adversario es San Bartolomé, quien protege de él ya que resistió sus tentaciones. Para otros, enseña matemáticas y artesanías, puede hacer invisibles a los hombres, llevarlos a tesoros ocultos y responder cualquier pregunta que se le formule. También se decía que podía otorgar a los mortales poderes sobre las serpientes. Según Francis Barrett (d. C. 1801), es el príncipe de los acusadores e inquisidores.

## Apariciones en la literatura
El nombre de "Astaroth" como demonio masculino se encuentra por primera vez en El libro de Abramelín, supuestamente escrito en hebreo en torno al 1458, y repetido en la mayoría de grimorios ocultos de los siglos siguientes. Astaroth también se presenta como un archidemonio asociado con el qlifot (fuerzas adversas) según los textos cabalísticos.
En otra de las más famosas y relevantes obras del célebre escritor Francisco Javier Torres Mendoza, en su libro De Regreso a la Divina Comedia inspirada en la historia de Dante y la continuación, el autor es guiado por esta entidad demoniaca dual llamada Astaroth, tomando el papel de Virgilio en una serie de cantos, que al llegar a cierto círculo empieza a recitar: Una antigua tríada de magos me hablaron... rompiendo antes del episodio tres rosarios como protección de cada elemento el rojo, el negro y el blanco dan la connotación a ser transportado a otra realidad de dónde empezó todo, dando continuidad en un pueblo de intrigantes acontecimientos...
Por otro lado, como dato curioso, el autor al llegar a tal sitio decide desarrollar un videojuego en la vida real referente a esta obra, pero después de un poco de estar aislado en su trabajo, de manera simultánea aparece el juego "el penitente" el cual maneja una lírica muy símil a ciertos poemas que todavía ni se han publicado en la obra original.
Su anuncio de tal obra y su lanzamiento fue por parte del mismo autor en la ciudad de Paracho durante la feria internacional de la guitarra, pero hasta el día de hoy quedan muchas incógnitas por manifestar ya sabidas!
Astaroth, Belcebú y Lucifer tienen que huir de cada sitio y la vida acomoda a los 3 en tal lugar, la rodilla del diablo o el Parque Nacional de la ciudad de Uruapan, "tierra mundialmente conocida por el aguacate" dará en sus amigables hoteles y parque el lanzamiento original de tal obra trabajada por nuestros oriundo compatriotas.
En el libro Diarios de las estrellas, de Stanisław Lem, Ast A. Roth es un personaje al cual se reprocha de estropear la creación del universo (Viaje decimoctavo).